# 田子駅
田子駅（たこえき）は、和歌山県東牟婁郡串本町和深にある、西日本旅客鉄道（JR西日本）紀勢本線（きのくに線）の駅である。きのくに線の紀伊田辺・新宮間でほぼ中間にある。

## 歴史
- 1954年（昭和29年）11月15日：国鉄紀勢西線の和深駅と田並駅の間に新設開業[1]。
- 1959年（昭和34年）3月：現在の駅舎が建つ。
- 1959年（昭和34年）7月15日：三木里駅と新鹿駅の間の開通に伴う線路名称改定により、紀勢本線の駅となる。
- 1972年（昭和47年）10月15日：荷物の取り扱いを廃止[1]。
- 1985年（昭和60年）3月14日：無人駅化[2][3]。
- 1987年（昭和62年）4月1日：国鉄分割民営化に伴い、西日本旅客鉄道（JR西日本）の駅となる[1]。
- 2021年（令和3年）3月13日：ICカード「ICOCA」の利用が可能となる[4]。

## 駅構造

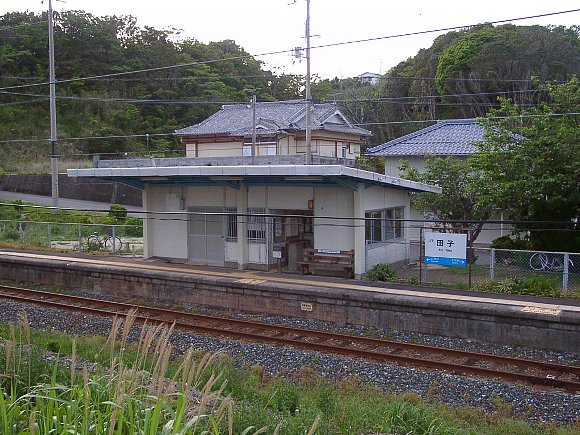
1面1線の小さな駅（2005年5月）

山側（新宮方面に向かって左側）に単式ホーム1面1線を有する地上駅。新宮方面・紀伊田辺方面の双方の列車が同じホームを使用する。
駅舎は昭和30年代のプレハブ建築で周りの駅に比べてコンパクトだが駅舎の中には待合所があり、シャッターの下りた状態で出札口も残っている。
新宮駅管理の無人駅である。自動券売機・乗車駅証明書発行機の設備もない。2021年3月13日よりICOCAが利用可能になっている。駅舎横にトイレが設置されている。

## 利用状況
近年の1日平均乗車人員は以下の通り。
| 年度   | 1日平均 乗車人員 |
| ------ | ---------------- |
| 1998年 | 26               |
| 1999年 | 24               |
| 2000年 | 14               |
| 2001年 | 13               |
| 2002年 | 11               |
| 2003年 | 9                |
| 2004年 | 12               |
| 2005年 | 10               |
| 2006年 | 11               |
| 2007年 | 11               |
| 2008年 | 9                |
| 2009年 | 7                |
| 2010年 | 5                |
| 2011年 | 5                |
| 2012年 | 6                |
| 2013年 | 6                |
| 2014年 | 5                |
| 2015年 | 4                |
| 2016年 | 6                |
| 2017年 | 6                |
| 2018年 | 5                |
| 2019年 | 5                |
| 2020年 | 3                |
| 2021年 | 3                |
| 2022年 | 3                |

## 駅周辺
海岸沿いに小さな集落が散在する中にこの駅はある。駅は国道から少し入ったところにありわかりにくいが国道には案内表示がある。国道沿いには平見がいくつかあってこのあたりの国道は起伏がある。このあたりの海岸線には岩礁が発達しており磯釣りの客でにぎわう時期もある。この駅は田子ではなく和深（赤瀬）の集落にあるが田子の集落も近い。
- 双島 - 亜熱帯の植物が群生している。
- 田子川
- 国道42号
- 串本町コミュニティバス「田子駅前」停留所 - 和深線

## 隣の駅
西日本旅客鉄道（JR西日本）
 きのくに線（紀勢本線）
田並駅 - 田子駅 - 和深駅